# Hermanas Méndez
Las Hermanas Méndez fue un dúo de cantantes conformado por las hermanas Carmen y Magdalena Méndez, nacidas en Montevideo, Uruguay.

## Trayectoria
A fines de la década de 1920, siendo niñas, comenzaron a cantar. Según Magdalena Méndez, el debut de su hermana Carmen fue en julio de 1928, en una velada en el Teatro Albéniz en la que también participaron reconocidos artistas afrouruguayos como Ricardo Piedrahíta y Adela Maciel junto con Abel Cardozo.
En diciembre de 1931, el dúo debutó en Radio América de Argentina. Ello les permitió darse a conocer en aquel país que visitaron durante su primera gira en 1933, actuando en radios y teatros de Uruguay y Buenos Aires en conjunto con otros músicos. Recorrieron los tablados del carnaval montevideano bajo el nombre "Las golondrinas", para luego formar parte del grupo "Rosas y cardos" junto con otros artistas. También recibieron el apoyo del conductor radial Eduardo Depauli (apodado "El frégoli del éter"), quien protagonizó la película Radio Candelario de Rafael Jorge Abellá (1939) en la que las Hermanas Méndez tuvieron una participación. Un año antes, actuaron en el largometraje Soltero soy feliz dirigido por Juan Carlos Patrón y protagonizado por Ramón Collazo.
A fines de la década de 1940, ya comenzaron a presentarse como "Las Hermanas Méndez", obteniendo premios en los carnavales de 1947 y 1948.
En 1972, grabaron un EP junto con Hilario Pérez y su conjunto (Mallarini Producciones, 30097) en el que cantan tangos, algunos de la autoría de Alberto Mastra de quien eran amigas.
Ambas fallecieron en la década de 1990. En setiembre de 2011, la Intendencia de Montevideo resuelve asignarle el nombre "Hermanas Méndez" a una de las calles de la ciudad, en honor al dúo de cantantes.